# 뉴로리더십
뉴로리더십(Neuroleadership)은 미국의 리더십 코치인 데이비드 락(David Rock)이 2006년 제안한 용어로서, 최근 발전된 뇌과학(Brain Science)을 이용하여 리더십 개발과 인간의 성과 향상(performance improvement)을 연구하는 분야를 일컫는다.

## 정의
경영학에서는 리더십(leadership)에 대한 연구를 꾸준히 진행해왔다. 어떻게 하면 조직의 CEO나 임원은 물론, 직원들의 리더십을 개발시키고, 조직의 학습을 증진시키며, 이에 따라 전반적인 조직의 성과를 향상시킬 수 있는가라는 문제는 리더십 분야의 컨설턴트나 코치는 물론, 학자들의 주요 관심사이다. 한편, fMRI로 대표되는 뇌를 들여다볼 수 있는 영상장치의 발전은 신경과학(Neuroscience) 혹은 뇌과학(Brain Science)에 커다란 혁명을 가져왔으며, 이에 따라, 인간의 마음의 문제(theory of mind)에 과학적으로 한 발짝 더 다가설 수 있게 되었다.
조용한 리더십(Quiet Leadership)이란 책을 쓰기도 한 리더십 분야의 코치인 데이비드 락(David Rock)은 이 두 가지 분야의 접목 가능성에 주목하고, 신경과학의 연구 성과를 리더십에 적용하자는 의미에서 뉴로리더십(Neuroleadership)이란 용어를 제안한다. 
이 분야에는 리더 개발에 보다 과학적 접근을 시도하는 경영대학기관, 변화관리에 효율적인 도구를 갖고자 하는 조직개발 컨설턴트들, 성과향상에 관심을 갖고 있는 조직의 리더들, 학습을 증진시키려는 교육자 등이 모여 탐구를 하고 있다.

## 리서치 분야
뉴로리더십에서는 다음과 같은 리서치 분야를 제안한다 
- 집중(Attention): 집중력이 한 사람 혹은 여러 사람의 뇌에 어떻게 변화를 만들어내는지에 대한 탐구

- 비판적 사고(Critical thinking): 문제 해결(problem solving) 및 의사 결정(decision making)의 생리학적 이해

- 기대(Expectation): 인간의 기대감이 인식(perception)에 어떤 영향력을 행사하는 가에 대한 이해

- 사회적 두뇌(Social Brain): 인간이 서로에게 어떻게 영향을 주고 받는지의 문제

- 문화적 이슈(Cultural Issues)

- 직원과의 융화 및 고용 유지에 대한 신경과학적 측면

- 커리어 개발에 대한 신경과학적 측면

## 관련 사이트/컨퍼런스
The Global Neuroleadership Summits은 2008년 처음으로 아시아태평양(호주 시드니)과 북아메리카(미국 뉴욕)에서 대규모 컨퍼런스를 마련, 다양한 전문가들이 모여 뉴로리더십에 대한 논의를 진행하는 자리이다. 

Neuroleadership Summits Blog은 2007년 처음으로 뉴로리더십 분야의 가능성을 모색하기 위해 50명 정도의 학자들과 컨설턴트 등이 이태리의 아솔로(Asolo)에 모여 논의를 진행한 자리이다. 

## 더 읽어보기
- David Rock and Jeffrey Schwartz, The Neuroscience of Leadership
- Christopher Koch, The New Science of Change [깨진 링크(과거 내용 찾기)]